# Escola de samba Costa de Prata
A Escola de samba Costa de Prata MMC é uma associação cultural sediada na cidade de Ovar, que participa no seu Carnaval, desde 1983.

## História

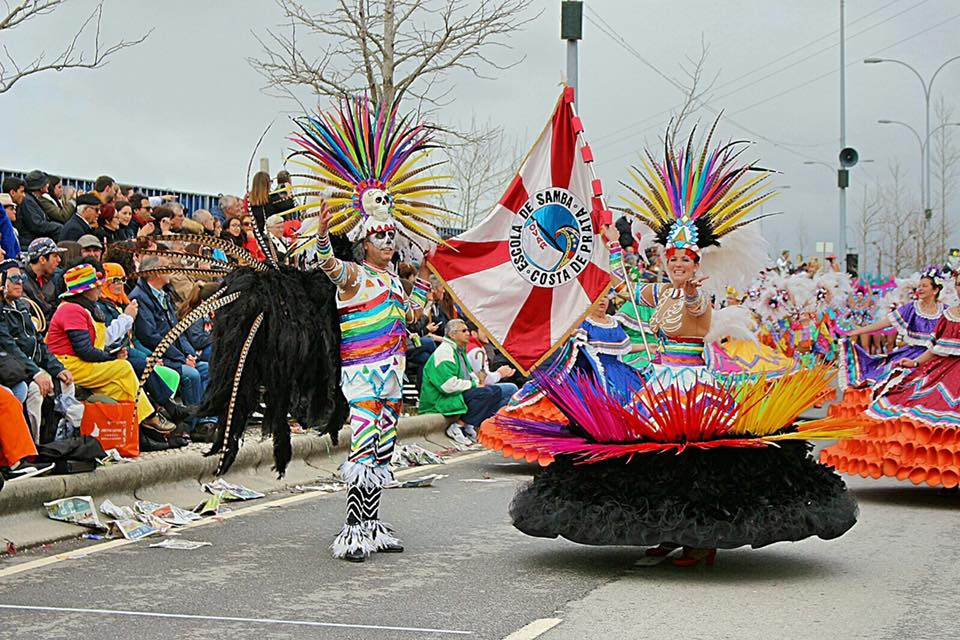
Desfile no Carnaval de 2017.

A Costa de Prata foi idealizada em dezembro de 1982, nesta altura, ainda como projecto de escola de samba. Os seus fundadores apresentaram à Comissão de Carnaval de Ovar a possibilidade de formarem um grupo para tocar um ritmo diferente daquele a que o público estava habituado, ou seja, inovar a parte musical do cortejo carnavalesco. A ideia foi aceite e com as peças de duas baterias emprestadas, saíram para a rua no domingo gordo, 18 jovens com a intenção de mudar um pouco o ritmo do Carnaval Vareiro.
Em 1984, o grupo de samba deu lugar à que seria a primeira escola de samba de Ovar.
O nome escolhido (Costa de Prata) foi inspirado na Região de turismo no qual a cidade de Ovar se inseria, adotando ainda como símbolo o moliceiro (característico da Região de Aveiro) e as cores vermelho e branco.
Com o aparecimento da Costa de Prata, outras escolas de samba se seguiram, dando assim um sentido diferente ao Carnaval de Ovar, que viu assim reunidas as condições ideais para a realização, em 1988, de um desfile nocturno só para as escolas de samba, onde passariam também a ser avaliadas.
Desde 1993, os samba enredos apresentados pela Costa de Prata, são originais e compostos por elementos desta escola de samba. Foi constituída oficialmente como Associação, em 1995.
As atividades da Costa de Prata não se resumem apenas ao período do Carnaval. Para que seja possível arcar com todos os custos inerentes à sua organização interna, esta escola participa em espectáculos em várias cidades de Portugal e até mesmo no estrangeiro (Espanha, França e Estados Unidos da América), levando assim o nome do Carnaval de Ovar a todos aqueles que têm a oportunidade de assistir aos seus espectáculos.
Da sua história mais recente, destacam-se o título de "Campeã Nacional de Escolas de Samba" (2015), o "Globo de Ouro Nacional" (2018) e o inédito heptacampeonato no Carnaval de Ovar (2015-2024).
Em 25 de julho de 2021, foi agraciada com a Medalha de Mérito Municipal de Ovar (Grau Cobre).

## Intérpretes
| Carnavais | Intérprete oficial                                         | Referências |
| --------- | ---------------------------------------------------------- | ----------- |
| 2020      | Jorginho Fange , Bruno Mourão , Paulo Renato e Bruno Rilho | [ 10 ]      |

## Carnavais
| Costa de Prata | Costa de Prata           | Costa de Prata                                                                            | Costa de Prata | Costa de Prata       |
| Ano            | Colocação                | Enredo                                                                                    | Carnavalesco   | Ref.                 |
| -------------- | ------------------------ | ----------------------------------------------------------------------------------------- | -------------- | -------------------- |
| 2014           | 3º lugar (Ovar)          |                                                                                           |                | [ 11 ]               |
| 2015           | Campeã (Ovar e Nacional) |                                                                                           |                | [ 12 ] [ 13 ] [ 14 ] |
| 2016           | Campeã (Ovar)            |                                                                                           |                | [ 15 ]               |
| 2017           | Campeã (Ovar)            |                                                                                           |                |                      |
| 2018           | Campeã (Ovar)            |                                                                                           |                |                      |
| 2019           | Campeã (Ovar)            |                                                                                           |                | [ 16 ]               |
| 2020           | Campeã (Ovar)            | Uma ópera a céu aberto- Festival de Parintins Compositores:Miguel Bruno e Rodrigo Ventura |                | [ 17 ] [ 10 ]        |